# مدرسة الجالية اللبنانية في نيجيريا
المدرسة الجالية اللبنانية هي مدرسة خاصة في لاغوس، نيجيريا. تحتوى المدرسة على فصول بدءا من روضة الأطفال وحتى المستوى الثاني عشر. انشأت عام 1964 بواسطة السفارة اللبنانية التي لا تزال تدير المدرسة حتى الآن. لغة التعليم بها هي اللغة الإنجليزية، وإن كان الطلاب اللبنانيين كثيرا ما يتواصلون فيما بينهم باللغتين إنجليزية وعربية.

## الإمكانيات المتاحة
تشمل الإمكانيات المتوفرة في المدرسة على قاعة، معمل حاسوب، وغرفة التلفاز. كما تم إضافة صالة جيمنازيوم ومعامل للأحياء والكمياء والفزياء بعد ذلك أثناء أحد التجديدات.

## الاختبارات الدولية
توفر المدرسة لطلبة المستوى الحادى عشر والثاني عشر إمكانية الحصول على اختبارات سات وSAT II واختبار الإنجليزية كلغة أجنبية لتأهيله للالتحاق بالجامعات الأجنبية. يلتحق الكثير من الطلبة بالجامعات في لبنان وأوروبا والولايات المتحدة.

## الروابط الخارجية
- مدرسة الجالية اللبنانية
- نيجيريون لبنانيون